# Каратогай (Курчумский район)
Каратогай (каз. Қаратоғай) — село в Куршимском районе Восточно-Казахстанской области Казахстана. Административный центр Калгутинского сельского округа. Код КАТО — 635249100.

## Население
В 1999 году население села составляло 1197 человек (605 мужчин и 592 женщины). По данным переписи 2009 года, в селе проживало 678 человек (324 мужчины и 354 женщины).